# 索尔格河 (沃克吕兹省)
索尔格河（法語：Sorgue，法語發音：[sɔʁg]）是法国普罗旺斯-阿尔卑斯-蓝色海岸大区沃克吕兹省的河流，是烏韋茲河的支流，长30千米。